# NGC 659
NGC 659 (другое обозначение — OCL 332) — рассеянное звёздное скопление в созвездии Кассиопея. В скопление входит 40 звёзд.
Этот объект входит в число перечисленных в оригинальной редакции «Нового общего каталога».
Джон Дрейер считал, что и Каролина, и Уильям Гершель наблюдали за NGC 659, но Штейнике полагал, что наблюдения за скоплением вёл только Уильям.